# 帕巴寺
帕巴寺，位于中國西藏自治区日喀则市吉隆县吉隆镇，是一座藏传佛教格鲁派寺院。

## 历史
帕巴寺位于日喀则市吉隆县驻地以南、吉隆镇东侧大约30米处，海拔2850米。
据传说，帕巴寺是松赞干布按照尼泊尔赤尊公主的提议，在边镇建立的镇边寺庙之一，带有尼泊尔寺庙的建筑风格。从建筑及壁画看，历代曾对帕巴寺进行修葺，但帕巴寺主体建筑仍保持历史旧貌，带有浓厚的南亚风格。
帕巴寺是廓藏战争时的重要地点。1789年，中国清朝和廓尔喀（今尼泊尔）两国在如今吉隆镇帕巴寺附近举行和谈，中方代表在廓尔喀侵略军的武力胁迫下，在不平等条约上签字。1791年，廓尔喀人在聂拉木“雪康”大楼（如今该楼尚存墙基）以和谈为名，杀害西藏噶厦官员代表及随从，并且绑押了西藏方面两名官员送往廓尔喀首都加德满都关押。当年，廓尔喀侵略军进攻定日协格尔寺遭到顽强抵抗，不得不转而进攻日喀则。1792年，清朝的将军福康安奉命率领1700多人开至前线同藏军共同作战，将廓尔喀侵略军全部驱逐出西藏，全部收复被廓尔喀军队占领的聂拉木等地。
文化大革命期间，该寺被毁。1980年代，由吉隆县人民政府批准恢复。1980年代重建之后，被列为吉隆县文物保护单位。2013年，被列为第七批全国重点文物保护单位。
2014年度西藏自治区和谐模范寺庙暨爱国守法先进僧尼评选中，帕巴寺2名僧人被评为爱国守法先进僧尼。
2015年4月25日，尼泊尔发生强烈地震，帕巴寺大部分房屋出现明显裂缝。

## 建筑
帕巴寺的建筑是一座楼阁式石木塔，高四层。塔中有梯子，可盘旋到顶。该建筑逐层收分，层层出檐，每层都有壶门、小窗，有挑檐、檩枋、飞头、椽子、瓦垄等等。塔的四角的一、二层檐角套着火焰形铜套饰；三、四层为黄铜翘檐；顶部设有铜刹顶，用圆光、仰月、宝盖、宝珠相连接；屋面以红铜盖顶。三、四层的四周壶门上绘着小佛像。
此塔底层是佛殿，由门廊、主殿组成，外部环绕着内回廊、外回廊，供信众转经。门廊面积4柱，门楣两端圆雕木狮子一对，左右有密室连通。佛殿平面呈正方形，面阔3间，进深3间，有柱14根（圆柱4根，方柱10根）。佛殿门楣上方有5尊护法狮子，其间绘有戴黄帽的格鲁派祖师像。佛殿内南端东侧第一根柱上有墨书藏文题记的该寺寺志，佛殿南墙的东、中、南段上方分别开有用于采光的小窗。佛殿北墙原来供奉主尊释迦牟尼8岁身量的檀香木像，东、西墙各供奉佛像4尊，东墙西侧供奉十三世达赖泥塑像，均高约10米；西墙角上供奉莲花生泥塑像，高约8至10米。主供前方有金质、银质酥油灯各2盏，高约30至40厘米，还有黄铜制的酥油桶等等。佛殿内的木柱以锦缎围裹，悬挂五色缎子制成的庄严胜幡，东、西两墙的经橱内有《甘珠尔》、《丹珠尔》各一部。上述殿内塑像、法器等均在文化大革命时期被毁，现已无存。

## 壁画
寺内壁画大多保存完好，主要包括：
- 门廊壁画：门廊北壁右侧是莲花生像，下方绘有其弟子像，上方绘有密宗双身佛像“定觉”以及白度母，间饰云朵、山水图案。门廊北壁左侧绘十一面八臂观音像，其上方左、右两侧分别绘有释迦牟尼坐像，下方左、右两侧绘有吉祥天母，中央为“圣山”冈仁波且。门廊东壁是释迦牟尼小像，均结跏趺坐在莲台之上，结各种印相。门廊南壁自东至西分别绘有化佛、三世佛、罗汉、护法神、观音、度母像等等。门廊西壁绘有3尊忿怒状的护法神像。[2][4]
- 佛殿壁画：佛殿南壁东、西段壁画最精彩。东段壁画最上方是释迦牟尼像；中心绘有宗喀巴弟子3人；东侧绘有观音像；西侧绘有仁嘎钦布，长髯白髻，手中持有人骨法号；最下方是并列5尊护法金刚像。西段壁画最上方绘有绿度母；下方绘有吉祥天母；西端绘有圣山冈仁波且；东端绘有骑虎护法神像、骑象护法神像、坐在披发裸体人身上的头戴人骨骷髅冠的护法神像；中心为观音像，四周饰有雪山、云彩。[2][4]
- 外环廊壁画：帕巴寺壁画中最精美的部分。[2][4]
  - 外环廊南壁：上方门楣处绘有释迦牟尼像，左右两侧有度母、护法神像；西段是西方广目天王（手托宝塔）、东方持国天王（手执琵琶），两位天王之间绘有坛城，中央为无量光佛，西侧是化佛小像；东段是南方增长天王、北方多闻天王、吉祥天母像。
  - 外环廊西壁：自南至北绘有护法神、十六罗汉、历代高僧等等。
  - 外环廊北壁：自西至东绘有释迦牟尼、班丹拉姆、米拉日巴、噶玛法王、德敦嘎旺多杰、哈蒙居马、仁尊次旺罗布、切洛桑扎、莲花生及其佛母康错益西措杰、拉坚门德那哇、墀松德赞、药师佛及其弟子、喜金刚、观音、强巴佛、白伞盖、多吉申巴、恰那多杰、绿度母、宗喀巴师徒三尊、拉罗哇、吉尊强准等像。
  - 外环廊东壁：北段壁画的早期与晚期部分区别显著。北段上层壁画的创作年代最晚，与北段下层壁画的叠压关系明显。壁画从北端开始，绘有布达拉宫、甘丹寺、哲蚌寺、色拉寺、琉璃桥、八角林三塔、药王山等建筑群，长9米。此外还绘有吉祥天母像。南段下层壁画具有早期壁画的特征。菩萨像，手持净瓶，上身赤裸，赤足站在莲座上，旁边为菩提树；法师像，头戴浅褐色的尖帽，内穿右衽僧衣，外披袈裟，右手作说法印，左手持净瓶平置在腿部，结跏趺坐在莲台之上；墀松德赞像，头戴宝冠，手持轮宝，坐在莲台上，下面有祥云环绕，左下方还绘有一尊头戴高冠的菩萨头像，手持法螺。南段上层壁画的创作年代晚于南段下层壁画，有《宫廷生活图》、《削发剃度图》、《释迦涅槃图》等不同场面：
    - 《宫廷生活图》：反映松赞干布时代大臣甲射的宫廷生活。画面中心为楼阁，第一到三层是甲射坐在法台上，手执法轮，两侧分立侍女；第四层是七名宫廷侍从在室内，均为头缠头巾，身穿圆领衣，正在娱乐谈笑；第五层是宫中马厩，绘有数匹马及饲养人；第六层是骑马出行图及宫中饮宴场景。
    - 《削发剃度图》：正上方绘有一座覆钵式塔，周围有云朵、树丛环绕；下方绘有3人：自左至右第一人缠有头巾，正在烧水；第二人穿着紫红色的右衽长袍，右手执剪刀，左手抓发辫，正在剃发；第三人身穿通肩袈裟，正在主持剃度。
    - 《释迦涅槃图》：正中绘释迦牟尼侧卧像，右侧为菩提树，树下二弟子垂首悲痛；上部祥云缭绕，左右两侧各有2位乐音菩萨在天上迎奉。[2][4]